# Танайка (Нижегородская область)
 Танайка  — опустевшая деревня в Шарангском районе Нижегородской области в составе  Старорудкинского сельсовета .

## География
Расположена на расстоянии примерно 22 км на юг от районного центра посёлка Шаранга.

## История
Известна была с 1891 года как починок Ефремовский (Танайка), где было в 1905 году дворов 26 и жителей 168, в 1926 (починок Ефремовский или Танайка) 40 и 230, в 1950 (Танайка) 42 и 157.

## Население
Постоянное население составляло 5 человек (русские 100%) в 2002 году, 0 в 2010.